# 전투 서열
전투 서열(戦闘序列, order of battle)은 부대의 편성과 편제, 단위부대부호, 지휘 구조,병력의 배치와 운용 및 장비, 보급 방법 등을 정리하여 계층 분포(hierarchical order)로 표현한 정보를 의미한다.

## 용어의 혼란
일본 (戦闘序列)과 중국 (作戰序列) 역시 order of battle에서 order를 서열(序列)로 번역하여 사용하고 있는데, 원래 order of battle에서 order의 유래는 군대가 배치되는 순서 또는 해군 선박이 배치되는 시간상 순서로 알려져 있다.(Historically, an order of battle was the order in which troops were positioned relative to the position of the army commander or the chronological order in which ships were deployed in naval situations.) 
그러나 한자 문화권 국가들은 순서와 비슷하지만 엄연히 의미가 다른 서열로 번역을 하면서 '전투 서열'이라는 용어에 대해 직관적으로 의미를 파악하기 어렵고, 전투력이 높은 부대들을 서열대로 나열한 정보 등으로 혼란을 불러일으킨다.
한편 메리엄-웹스터에는 'order of battle'의 의미를 다음과 같이 설명하고 있다.
1. the disposition of troops or ships ready for combat.
2. a tabular compilation of units, commanders, equipment, and their locations in a theater of operation

## 같이 보기
- 편제표